# Współczynnik encefalizacji

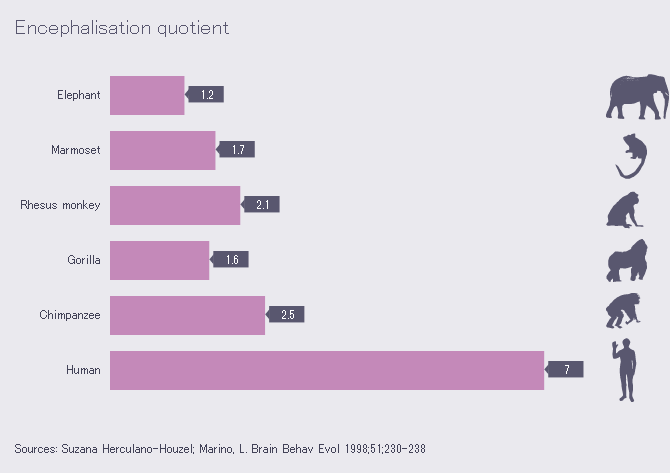
Porównanie ilorazu encefalizacji. Od góry: słoń, marmozeta, rezus, goryl, szympans i człowiek.

| Gatunek               | Współczynnik encefalizacji (EQ) |
| --------------------- | ------------------------------- |
| Człowiek              | 7,4–7,8                         |
| Sotalia amazońska     | 4,56                            |
| Butlonos              | 4,14                            |
| Orka                  | 2,57–3,3                        |
| Szympans              | 2,2–2,5                         |
| Kruk                  | 2,49                            |
| Makak królewski       | 2,1                             |
| Lis rudy              | 1,92                            |
| Słoń afrykański       | 1,75–2,36                       |
| Goryl                 | 1,39                            |
| Uszanka kalifornijska | 1,39                            |
| Szynszyla             | 1,34                            |
| Pies                  | 1,2                             |
| Wiewiórka             | 1,1                             |
| Kot                   | 1,00                            |
| Hiena                 | 0,92                            |
| Koń                   | 0,92                            |
| Ryjkonos              | 0,82                            |
| Niedźwiedź brunatny   | 0,82                            |
| Owca                  | 0,8                             |
| Mysz                  | 0,5                             |
| Szczur                | 0,4                             |
| Królik                | 0,4                             |
| Hipopotam             | 0,37                            |

Współczynnik encefalizacji (EQ – ang. encephalization quotient), współczynnik umózgowienia – termin, który wprowadził Harry J. Jerison w celu oszacowania potencjalnych możliwości intelektualnych mózgu danego organizmu. Wskazuje ile razy większy lub mniejszy jest przeciętny mózg osobnika danego gatunku od mózgu, jakiego należy się spodziewać u zwierzęcia o rozmiarach typowych dla tego gatunku. Współczynnik encefalizacji obliczany jest różnymi metodami porównania masy mózgu do masy ciała, np. według swojej pierwotnej koncepcji Jerison zaproponował wzór:
{\displaystyle EQ={\frac {\mbox{masa mózgu w gramach}}{0,12\cdot {\mbox{(masa ciała w gramach)}}^{0,67}}}}
W 2001 Jerison zmienił w swoim wzorze wartość stałej 0,67 na 0,75.
Za standardową wartość odniesienia dla ssaków przyjmuje się EQ=1 dla kota. Najwyższą wartość osiąga EQ człowieka. W zależności od przyjętej metody i masy ciała uznanej za średnią dla gatunku – wynosi od 5 do 8 (7,4–7,8). Oznacza to, że ludzki mózg jest 5–8 razy większy niż należałoby oczekiwać u zwierzęcia tych rozmiarów. Zbliżone do ludzkiego EQ mają niektóre walenie (delfiny osiągają wartość EQ=5,3).
Przyjmuje się, że współczynnik EQ po uwzględnieniu allometrii jest dość dobrym wskaźnikiem możliwości intelektualnych ssaków o średniej wielkości. Dyskusyjne są wyniki uzyskiwane dla ssaków małych i bardzo dużych. W ich przypadku EQ nie jest uznawane za dobry wskaźnik inteligencji.